# بلمسیوو
بلمسیوو (به لاتین: Belmesyovo) یک منطقهٔ مسکونی در روسیه است که در بارنائول واقع شده‌است.